# فاگورس
فاگورس (به اسپانیایی: Fogás de Monclús) یک منطقهٔ مسکونی در اسپانیا است که در والس اورینتال واقع شده‌است. فاگورس ۳۹٫۷ کیلومتر مربع مساحت دارد.